# سالزبری، نیوبرانزویک
سالزبری، نیوبرانزویک (به انگلیسی: Salisbury) یک منطقهٔ مسکونی در کانادا است که در منطقه وستمورلند واقع شده‌است. سالزبری ۲٬۲۸۴ نفر جمعیت دارد.